# یوزفوو (گمینا پژدبوژ)
یوزفوو (به لهستانی:  Józefów) یک روستا در لهستان است که در گمینا پژدبوژ واقع شده‌است.